# NGC 7364
NGC 7364 este o hi (21cm) source⁠(d) situată în constelația Vărsătorul. A fost descoperită în 1 octombrie 1785 de către William Herschel. Se află la o distanță de 68,23 de megaparseci de Pământ.